# Pierre Van Dormael
Pierre Van Dormael (Bruxelles, 24 maggio 1952 – Bruxelles, 3 settembre 2008) è stato un musicista e compositore belga.
Conosciuto per i suoi lavori pop e jazz, Van Dormael è tuttora considerato un pioniere in varie forme e sperimentazioni della musica. Ha più volte collaborato con il fratello Jaco Van Dormael componendo la musica per i suoi film.

## Biografia
Pierre Van Dormael nasce a Bruxelles nel 1952. Durante la sua infanzia vive in Germania e studia violino e chitarra. Tornato in Belgio, Van Dormael viene influenzato dalla musica folk americana ma, dopo aver ascoltato i Keith Jarrett Trio, si appassiona al jazz e decide di iscriversi al Berklee College of Music di Boston, studiando composizione e arrangiamento. Dopo aver lavorato come chitarrista e cantante di sessione, tornò in Belgio per insegnare composizione al Conservatorio di Liegi.
Negli anni 80 diventa una figura influente del jazz belga formando i Nasa Na Band con Fabrizio Cassol, Michel Hatzigeorgiou e Stéphane Galland. Nel 1980, Pierre Van Dormael compose la colonna sonora per il cortometraggio Maedeli la brèche, scritto e diretto dal fratello Jaco Van Dormael. Il film fu acclamato dalla critica locale e internazionale, e ricevette il premio onorario per il miglior cortometraggio straniero dalla Academy of Motion Picture Arts and Sciences. Nel 1988, Van Dormael fu coinvolto nei James Baldwin Project con David Linx, Deborah Brown, Slide Hampton, Diederik Wissels, Bob Stewart e Michel Hatzigeorgiou, pubblicando l'album A Lover's Question. Pierre Van Dormael fu anche uno dei fondatori dei L'Âme des Poètes insieme al sassofonista Pierre Vaiana e al bassista Jean-Louis Rassinfosse. I tre pubblicarono l'omonimo album di debutto L'Âme des Poètes nel 1992 e il successivo L'Été Indien nel 1994. Altre esperienze musicali includono collaborazioni con Marc Lelangue o con i chitarristi Philip Catherine e Kevin Mulligan.
Nel 1991, Pierre lavorò di nuovo con il fratello Jaco componendo la musica per il suo primo lungometraggio Toto le héros - Un eroe di fine millennio. Il film fu un immediato successo di critica e pubblico, vincendo la Caméra d'or alla sua première al Festival di Cannes 1991. Nel 1996, compose la colonna sonora de L'ottavo giorno, il secondo film di Jaco, che seguì il successo di Toto le héros e fu candidato per il Golden Globe per il miglior film straniero. Van Dormael trascorse del tempo insegnando musica in Senegal, dove fece nuovi esperimenti combinando il suo stile con musicisti e strumenti africani. Nel 1997, registrò Djigui con il suonatore di kora Soriba Kouate e il bassista Otti Van Der Werf. Successivamente, rincontrò i membri dei Nasa Na Band, ora degli Aka Moon, e registrò due album: Ganesh (1997) e Guitars (2002). Contribuì anche all'album Tribu di Geoffroy De Masure, pubblicato nel 2001. Lo stesso anno, Van Dormael pubblicò Vivaces. Nel 2005, diventò uno dei membri della Philip Catherine Guitar Orchestra e registrò insieme alla Brussels Jazz Orchestra la colonna sonora per il film Essaye-moi. Nel 2007, Van Dormael ricevette il Django d'oro, il premio più importante per la musica jazz in Europa.
Nel 2008, pubblicò un libro di teoria musicale chiamato Four Principles to Understand Music. Nello stesso anno torna a lavorare con il fratello Jaco per comporre la musica del film Mr. Nobody. La colonna sonora fu terminata dopo che a Pierre fu diagnosticato un cancro in fase terminale. Il musicista morì il 3 settembre 2008 nella sua città natale di Bruxelles. Mr. Nobody, pubblicato nel 2009, fu subito acclamato dalla critica cinematografica e vinse il premio Osella quando fu presentato alla 66ª Mostra internazionale d'arte cinematografica di Venezia. Ai Premi Magritte 2011, il film ricevette un record di sei riconoscimenti e la musica di Pierre Van Dormael vinse il premio per la migliore colonna sonora. Il 28 gennaio 2009, si è tenuto al teatro Marni di Bruxelles un concerto in onore di Pierre Van Dormael.

## Colonne sonore
- Maedeli la brèche, regia di Jaco Van Dormael (1980)
- Toto le héros - Un eroe di fine millennio (Toto le héros), regia di Jaco Van Dormael (1991)
- L'ottavo giorno (Le huitième jour), regia di Jaco Van Dormael (1996)
- Essaye-moi, regia di Pierre-François Martin-Laval	(2006)
- Mr. Nobody, regia di Jaco Van Dormael (2009)

## Premi e riconoscimenti
Premio Magritte
2011 - Migliore colonna sonora per Mr. Nobody (postumo)